# 黃翠芝
黃翠芝（越南语：／；1882年—1936年8月10日），原名黃瑞芝，保大元年（1926年）避保大帝諱改今名，號謝玉，阮朝官員。

## 生平
黃翠芝是北寧省慈山府東岸縣芙蒥總芙蒥社（今屬北寧省慈山市東岸坊芙蒥區庯）人，嗣德三十五年（1882年）出生，黃瑞蓮之子，進士黃文槐之侄。成泰十二年（1900年），參加河南場鄉試，考中舉人。歷任嘉遠訓導、金山知縣、越安知縣、青威知縣、儒關知府、山西省按察使、北江巡撫。保大五年（1930年），升任一項巡撫。保大六年（1931年），調任統使府南報巡撫。後升任總督。

## 著作
黃翠芝著作有《國朝體例摘略》（Quốc triều thể lệ trích lược）、《東洋該治十條略記》（Đông Dương cai trị thập điều lược ký）、《大南郡國志略》（Đại Nam quận quốc chí lược）、《大南郡國志北圻各省》（Đại Nam quận quốc chí Bắc Kỳ các tỉnh）等。